# Seututie 618
Pour les articles homonymes, voir Route 618.
La route régionale 618 (finnois : Seututie 618) est une route régionale allant de Viisarimäki à  Ruuhimäki dans la municipalité de Toivakka en Finlande,,.

## Présentation
La seututie 648 est une route régionale de Finlande-Centrale.